# الانتفاضة الفلسطينية الأولى
الانتفاضة الفلسطينية الأولى أو انتفاضة الحجارة سمّيت بهذا الاسم لأن الحجارة كانت أداة الهجوم والدفاع التي استخدمها المقاومون ضد عناصر الجيش الإسرائيلي، كما عُرف الصغار من رماة الحجارة بأطفال الحجارة. والانتفاضة شكل من أشكال الاحتجاج العفوي الشعبي الفلسطيني على الوضع العام المزري بالمخيمات وعلى انتشار البطالة وإهانة الشعور القومي والقمع اليومي الذي تمارسه سلطات الاحتلال الإسرائيلي ضد الفلسطينيين. استمر تنظيم الانتفاضة من قبل القيادة الوطنية الموحدة الفلسطينية ومنظمة التحرير الفلسطينية فيما بعد. بدأت الانتفاضة يوم 8 ديسمبر/كانون الأول 1987، وكان ذلك في جباليا، في قطاع غزة. ثمّ انتقلت إلى كل مدن وقرى ومخيّمات فلسطين. يعود سبب الشرارة الأولى للانتفاضة لقيام سائق شاحنة إسرائيلي بدهس مجموعة من العمّال الفلسطينيّين على حاجز «إريز»، الذي يفصل قطاع غزة عن بقية الأراضي الفلسطينية منذ سنة 1948. هدأت الانتفاضة في العام 1991، وتوقفت نهائياً مع توقيع اتفاقية أوسلو بين إسرائيل ومنظمة التحرير الفلسطينية عام 1993.
يُقدّر أن 1,300 فلسطيني قتلوا أثناء أحداث الانتفاضة الأولى على يد الجيش الإسرائيلي، كما قتل 160 إسرائيليّا على يد الفلسطينيين. بالإضافة لذلك يُقدّر أن 1,000 فلسطيني يُزعم أنهم متعاونين مع السلطات الإسرائيلية قتلوا على يد فلسطينيين، على الرغم من أن ذلك ثبت على أقل من نصفهم فقط.

## مصطلح انتفاضة
تعني الانتفاضة لغة في معجم لسان العرب لابن منظور: نفضت الثوب والشجر إذا حركته لينتفض. وكذلك جاء في المعجم الوسيط: انتفض الشيء: تحرك واضطرب، وفلان ينتفض من الرعدة. وقديماً وصف أحد الشعراء رعدته عندما يذكر حبيبته، فقال:
استُعمل هذا المصطلح لأوّل مرّة لوصف الثورة الشعبية الفلسطينية في أول بيان صدر عن حركة حماس الذي تم توزيعه لأول مرة في غزة يوم 11 ديسمبر سنة 1987، وأطلق البيان لفظ «الانتفاضة» على التظاهرات العارمة التي انطلقت. قال البيان: «جاءت انتفاضة شعبنا المرابط في الأرض المحتلة، رفضاً لكل الاحتلال وضغوطاته، ولتوقظ ضمائر اللاهثين وراء السّلام الهزيل، وراء المؤتمرات الدولية الفارغة».
دخل المصطلح ميدان الصحافة العربية والغربية التي تناقلته بلفظه العربي  كما تواردته ألسنة المحللين والمؤلفين حتى في داخل الوسط الإسرائيلي حيث ألف الصحفيان زئيف شيف وإيهود يعاري كتاب عن هذه الفترة التاريخية وأسمياه «انتفاضة».

## أسبابها

### حادث الشاحنة الصهيونية
في الثامن من ديسمبر/كانون الأول 1987 دهست شاحنة إسرائيلية يقودها إسرائيلي من أشدود سيارة يركبها عمال فلسطينيون من جباليا-البلد متوقفة في محطة وقود، مما أودى بحياة أربعة أشخاص وجرح آخرين. وقد اكتفت الإذاعة بإعلان الخبر دون أن تركز عليه لأنه كان عبارة عن حادث يشبه العديد من الحوادث المماثلة. وقد أُشيع آنذاك أن هذا الحادث كان عملية انتقام من قبل والد أحد الإسرائيليين الذي تم طعنه قبل يومين  حتى الموت بينما كان يتسوق في غزة، فاعتبر الفلسطينيون أن الحادث هو عملية قتل متعمد.
في اليوم التالي وخلال جنازة الضحايا اندلع احتجاج عفوي قامت الحشود خلاله بإلقاء الحجارة على موقع للجيش الإسرائيلي بجباليا-البلد فقام الجنود بإطلاق النار دون أن يؤثر ذلك على الحشود. وأمام ما تعرض له من وابل الحجارة وكوكتيل المولوتوف طلب الجيش الإسرائيلي الدعم. وهو ما شكل أول شرارة للانتفاضة. ولكن هذه الحادثة كانت مجرد القشة التي قصمت ظهر البعير، لأن الانتفاضة اندلعت بعد ذلك بسبب تضافر عدة أسباب.

### الأسباب البعيدة للانتفاضة
إذا كانت الانتفاضة قد اندلعت بسبب قتل أربعة فلسطينيين، فإن هناك أسبابا عميقة لها تتمثل فيما يلي:
- عدم تقبل الاحتلال الإسرائيلي: حيث أن الشعب الفلسطيني لم يتقبل ما حدث له بعد حرب 1948، وبالذات التشريد والتهجير القسري وكونه يتعرّض لممارسات العنف المستمرّة والإهانات والأوضاع غير المستقرّة في المنطقة. علاوة على الجوّ العامّ المشحون والرغبة في عودة الأمور إلى نصابها قبل الاحتلال كما أن معظم شعوب العالم لم ترض باحتلال قوّة أجنبيّة للأرض التي كانوا يعيشون عليها منذ آلاف السنين.
- تردّي الأوضاع الاقتصادية: بعد حرب الأيام الستة فُتح للفلسطينيين باب العمل في إسرائيل مما سمح للاقتصاد المحلي بأن يتطور[14] ولكن سرعان ما تدهورت الأوضاع إذ بدأ الفلسطينيون يتجرعون إذلالات يومية وبدأت ظروف العمل تتدهور. أضف إلى ذلك التمييز بخصوص الأجور إذ بالنسبة لنفس العمل يتقاضى الفلسطيني أجرا يقل مرتين عن نظيره الإسرائيلي كما كان يمكن طرد العامل الفلسطيني دون دفع أجره.[15] كما كان الفلسطيني مطالبا بتصاريح للتنقل من الصعب الحصول عليها، بالإضافة إلى عمليات التفتيش اليومية التي يتعرضون لها في بيوتهم.[16] كان يتم كذلك خصم 20% من المرتبات على أساس أنها ستصرف على الضفة والقطاع ولكن بدل ذلك كانت تمول المصاريف العامة الإسرائيلية.[15]
- على الصعيد القيادي، لم تكن القيادة الفلسطينية في المنفى على علم كامل بأوضاع الفلسطينيين في الداخل ولا بمعاناتهم ولم تكن تطرح الحلول لمساعدتهم. وكانت منظمة التحرير في تونس تعمل على إنشاء محور عمان-القاهرة لحماية ياسر عرفات عوض العمل على إيجاد حل لقضية اللاجئين أو الفلسطينيين.[16]
- إلحاق القدس: احتلت إسرائيل القدس سنة 1967 ثم أعلنتها عاصمة أبدية لها، مع ما صحب ذلك من إجراءات من بينها تقنين الدخول إلى الحرم الشريف وأماكن العبادة الإسلامية. كما تم الاستيلاء على عدد من الأراضي لترسيخ فكرة القدس كعاصمة غير قابلة للتقسيم من خلال بناء المستوطنات بها. كان الجنرال موشيه دايان يهدف كذلك من خلال بناء المستوطنات إلى الاستيلاء على الأراضي فلسطينية بطريقة متخفية ودعمه الليكود وحزب العمال الإسرائيلي في ذلك لأنه سيؤدي إلى قيام دولة إسرائيل الكبرى.[17] بالإضافة إلى استعمال مصادر المياه الموجودة داخل الأراضي المحتلة لفائدة المستوطنين.[18]
- على الصعيد العربي، لم يكن القادة العرب يأبهون بما كان يحدث للفلسطينيين - بعكس المثقفين والشعوب العربية - وهو ما كان وراء خيبة هؤلاء من القمم العربية التي كان تضع القضية الفلسطينية في آخر اعتباراتها، وحتى عندما تناقشها فلم تكن تقدم لها أية حلول.[19]
- تمثل الانتفاضة فشلا للجهاز القيادي الإسرائيلي الذي لم يكن منتبها إلى الغليان الفلسطيني بالرغم من التحذيرات التي أبداها عدد من السياسيين كوزير الخارجية السابق أبا إيبان الذي كتب في نوفمبر من عام 1986، أي قبل سنة من الانتفاضة: «إن الفلسطينيين يعيشون محرومين من حق التصويت أو من حق اختيار من يمثلهم. ليس لديهم أي سلطة على الحكومة التي تتحكم في أوضاعهم المعيشية. إنهم يتعرضون لضغوط وعقوبات ما كان لهم أن يتعرضوا لها لو كانوا يهودا [...] إن هذه الحالة لن تستمر دون أن يؤدي ذلك إلى انفجار».[20]

## الإنقاص من أهميتها
اجتمع عدد من العسكريين في موقع جباليا الذي هاجمته الحشود الفلسطينية خلال الجنازة. وأمام حجم حركة الاحتجاج طلب الاحتياطيون الدعم، لكن المشرف على الإقليم رد بأنه لن يحصل أي شيء، وأضاف بأن الحياة ستعود إلى طبيعتها في الغد ولم يتم القيام بطلب أي دعم أو إعلان حظر تجول.
لكن الاضطرابات لم تهدأ في اليوم الموالي، ورفض أغلب السكان التوجه إلى أماكن عملهم كما قام طلبة الجامعة الإسلامية في غزة بالتجول في الشوارع داعين الناس إلى الثورة. في حين أراد أفراد الجيش استعمال القوة لتفريق الحشود ولكنهم وجدوا أنفسهم تحت وابل من الحجارة. وقد تمكن بعض الشبان الفلسطينيين من الصعود على السيارات العسكرية وهو ما كان يرعب سائقيها فيزيدون في السرعة. وقد تم رمي ثلاثة زجاجات حارقة أصابت اثنتان منها الهدف واشتعلت النار في إحدى السيارات العسكرية. وبعدما تبين أن إطلاق النار في الهواء لا يؤثر على الحشود الهائجة، أمر الملازم عوفر بإطلاق النار على أرجل كل من يقترب. وعندما وصل إسحاق موردخاي المسؤول عن منطقة الجنوب إلى موقع الجيش قام بعزل عوفر من مهامه بسبب قناعته أن المواجهة بين الجيش الإسرائيلي من جهة والحشود الفلسطينية من جهة أخرى هي سبب الاضطرابات في قطاع غزة.

## الرد السياسي والعسكري الإسرائيلي
في اليوم الثالث للانتفاضة، توجه إسحق رابين رئيس الوزراء الإسرائيلي إلى نيويورك دون أن يأخذ أي إجراءات لمواجهة الانتفاضة. وفي غيابه قام إسحق شامير بمهام وزير الدفاع رغم كونه لم يعمل في هذا المنصب من قبل. كما أن رئيس الأركان في تلك الفترة كان حديث عهد بمنصبه ولم تكن له خبرة في مواجهة الثورات الفلسطينية. والحقيقة أن أي شخصية أمنية أو عسكرية إسرائيلية لم تكن تتوقع أن تقوم انتفاضة فلسطينية بتلك القوة. وقد سمحت هذه الظروف بانتقال الانتفاضة من قطاع غزة إلى نابلس ومخيم بلاطة ومن ثم انتشرت إلى بقية أنحاء الضفة الغربية.
عند وصول رابين إلى نيويورك تحدث وزير الدفاع الأمريكي عن الانتفاضة بإيجاز مما كان يدل على أن البعثة الإسرائيلية لم تكن تهتم بما كان يجري في الأراضي الفلسطينية المحتلة. يضاف إلى ذلك أن الفريق المكلف بنقل الأخبار إلى رابين كان قليل الخبرة فلم يكن رابين مهتما بما يجرى وكان شغله الشاغل أن يتم صفقة شراء أسلحة.
وعند عودته، لم يكن رابين يعلم الكثير عما يحدث وقام بعقد ندوة صحفية في المطار أكد خلالها أن إيران وسوريا تقفان وراء اندلاع الانتفاضة. فارتكب بذلك خطأ شنيعا، حسب المراقبين، لأن تصريحه كان يتعارض مع تصريحات شامير الذي حمل منظمة التحرير مسؤولية ما يحدث، كما أن المراقبين أجمعوا بأن الانتفاضة كانت عفوية ولم يكن يقف وراءها أحد.

## الرد العسكري الإسرائيلي
أعلن إسحق رابين خلال كلمة في الكنيست الإسرائيلي: «سنفرض القانون والنظام في الأراضي المحتلة، حتى ولو كان يجب المعاناة لفعل ذلك». وأضاف قائلاً «سنكسر أيديهم وأرجلهم لو توجب ذلك».
وصلت الانتفاضة إلى أعلى مستوى لها في شهر فبراير/شباط عندما نشر مصور إسرائيلي صور جنود يكسرون أذرع فلسطينيين عزل باستحدام الحجارة في نابلس عملاً بما هدد به رابين. ودارت تلك الصور حول العالم مما أثار مشاعر التعاطف مع الفلسطينيين. أما إسرائيل فقد قامت بسياسة لتهميش منظمة التحرير والإيقاع بين حركة حماس والفصائل الأخرى.
عندما فشل الجيش النظامي في مواجهة الانتفاضة، استنجد بحرس الحدود من أجل إخماد الثورة الشعبية. ويُعرف عن حرس الحدود كونهم قادرين على التحكم بالحشود الضخمة كما يُعرفون بعنفهم. ثم أن متوسط أعمارهم يترواح بين 35 و40 سنة ولديهم بالتالي خبرة كبيرة. تم اللجوء أولا إلى اللواء رقم 20 و21 الذين قاما بمراقبة الحدود بين إسرائيل ولبنان خلال غزو لبنان عام 1982. ولكن تدخل حرس الحدود لم يغير شيئا على أرض الواقع. ومما صعب مهمتها أنه لم يكن يسمح لهم بإطلاق النار إلا إذا هوجموا من قبل أشخاص تزيد أعمارهم عن 12 سنة. ثم أن الرصاص يُطلق أولا على ارتفاع ستين درجة وفي حالة الخطر يطلق على الأرجل. ولكن هذه القواعد لم تحترم في أغلب الأحيان. وفي أكتوبر من عام 1988 أعلنت الحكومة الإسرائيلية عن وجود وحدتين جديدتين في القطاع والضفة الغربية متكونتين من أشخاص يتقنون العربية ومتخفين في ملابس مدنية وتتلخص مهتهم في التغلغل داخل المقاومة الفلسطينية.

## تطور الانتفاضة
تميزت الانتفاضة بحركة عصيان وبمظاهرات ضد الاحتلال. امتدت بعد ذلك إلى كامل الأراضي المحتلة مع انخفاض لوتيرتها سنة 1991. فبعد جباليا البلد انتقلت إلى مخيم جباليا ومن ثم انتقل لهيب الانتفاضة إلى خان يونس والبريج والنصيرات ومن ثم غطى كل القطاع وانتقل بعد ذلك إلى الضفة. وقد تولى الانتفاضة عموما الأطفال والشباب الذين كانوا يرشقون الجنود بالحجارة ويقيمون حواجز من عجلات مشتعلة. كما كانوا يجتمعون حول الجوامع ويتحدون الجيش بأن يقوم بتفريقهم. وقد استعملت مكبرات الصوت لدعوة السكان إلى التظاهر كما كانت توزع المناشير ويتم الكتابة على الجدران للثورة ضد جيش الاحتلال الإسرائيلي.
كانت المناشير توزع عند مداخل المساجد من قبل أطفال لم تكن أعمارهم تتجاوز السابعة. أو كان يتم إلقاؤها من نوافذ السيارات قبل طلوع الشمس ويتم تمريرها من تحت الأبواب. جاء توزيع المناشير كشكل من أنواع الإعلام البديل بسبب تشديد دائرة الرقابة على الوسائل الإعلام التي لم تستطيع الوصول إلى الرأي العام الفلسطيني وأيضا مضايقات واعتقال للصحفيين. قامت إسرائيل أولا باتباع سياسة تعسفية من خلال الضرب والإيقاف من دون المحاكمة والتعذيب إلى جانب إغلاق الجامعات والعقوبات الاقتصادية وبناء المستوطنات. وقد أدت صور الجيش الإسرائيلي وهو يعتدي على الفلسطينيين إلى تعاطف دولي مع قضيتهم ونجح ياسر عرفات في استغلال هذا الموقف من أجل التقدم بالقضية الفلسطينية.
نشأت لجان محلية داخل المخيمات عملت على تنظيم الغضب غير المسلح للشارع الفلسطيني ضد الاحتلال الإسرائيلي المسلح والشد من أزره والتقريب بين صفوفه وذلك عن طريق توفير المؤونة والتعليم والأدوية وباقي الخدمات الضرورية للمخيمات والمناطق التي يطبق فيها حظر التجول.
اشتغلت هذه اللجان في البداية بشكل مستقل ولكن سرعان ما توحدت في هيئة تضم فتح والجبهتين الشعبية والديمقراطية والحزب الشيوعي وكانت لهذه الهيئة علاقات تنظيمية مع منظمة التحرير الفلسطينية التي كانت حينئذ تتخذ من تونس مقرا رئيسيا لها.
طالبت هذه الفصائل بإقامة الدولة الفلسطينية المستقلة في الضفة الغربية وقطاع غزة وبالانسحاب الإسرائيلي خارج حدود عام 1967. واستمرت الانتفاضة إلى غاية سنة 1993 تاريخ التوقيع على اتفاقية أوسلو. كما ساهمت هذه الانتفاضة في نشوء حركة حماس الداعم القوي لها التي أعلنت عن نفسها عام 1987.

### مطالبها
سعى الفلسطينيون عبر الانتفاضة إلى تحقيق عدة أهداف يمكن تقسيمها إلى ثوابت فلسطينية ومطالب وطنية:

#### ثوابت فلسطينية
1. إقامة دولة فلسطينية مستقلة وعاصمتها القدس وتمكين الفلسطينيين من تقرير مصيرهم.
2. تفكيك المستوطنات.
3. عودة اللاجئين دون قيد أو شرط.
4. تقوية الاقتصاد الفلسطيني: تمهيدا للانفصال عن الاقتصاد الإسرائيلي.

#### المطالب الوطنية
1. إخلاء سبيل الأسرى الفلسطينيين والعرب من السجون الإسرائيلية.
2. وقف المحاكمات العسكرية الصورية والاعتقالات الإدارية السياسية والإبعاد والترحيل الفردي والجماعي للمواطنين والنشطاء الفلسطينيين.
3. لم شمل العائلات الفلسطينية من الداخل والخارج.
4. وقف فرض الضرائب الباهظة على المواطنين والتجار الفلسطينيين.
5. وقف حل هيئات الحكم المحلي المنتخبة من مجالس بلدية وقروية ولجان مخيمات.
6. إتاحة المجال أمام تنظيم انتخابات محلية ديموقراطية للمؤسسات في البلاد.
7. وقف ارتكاب ما يتعارض مع العادات الفلسطينية.

## العصيان المدني
تميزت الانتفاضة الأولى بحركة عصيان مدني كبيرة ومظاهرات ضد الاحتلال الإسرائيلي. وكانت حركة العصيان المدني مطروحة قبل بدء الانتفاضة ولكن قادة منظمة التحرير لم يعيروها أي اهتمام اعتقادا منهم أن الأشخاص الداعمين لها سذج جاهلون لحقيقة الوضع الفلسطيني. أما الإسرائيليون فقد كانوا يدركون مدى إمكانيتها لكنهم قللوا من أهميتها.
ومن بين أشد مناصري حركة العصيان المدني، مبارك عوض، وهو عالم نفسي عاش 15 سنة في الولايات المتحدة الأمريكية، وعاد سنة 1983 إلى القدس ليفتح مركزا للاعنف. وقد باءت جميع محاولاته لتطبيق سياسة اللاعنف على الأرض بالفشل. وكان أعضاء منظمة التحرير يحتقرونه ويهددونه ويعتبرونه عميلا للمخابرات الأمريكية.
في سنة 1986 بدأ الفلسطينيون يهتمون بأفكاره. وكان الرجل قد اخترع أكثر من مئة وعشرين طريقة كفاح لا عنفي وكان يدعمه سري نسيبة وحنا سنيورة. وقد قام هذا الأخير بإطلاق نداء لحركة عصيان مدني تبدأ بمقاطعة السجائر والمشروبات الغازية وتمتد لاحقا إلى رفض دفع الضرائب وانتهاء بالقطيعة مع النظام الإسرائيلي. غير أن نداءه لم يجد أي صدى واتهم بأنه يريد أن يمنع الشباب من مواجهة الجيش في الشارع. اقترح مبارك عوض بتعويض أعمال الشغب بحملات تنظيف ومسيرات صامتة. كما دعا إلى إنشاء هياكل فلسطينية لتعويض هياكل الإدارة المدنية الإسرائيلية بحيث تكون هذه الهياكل نواة لدولة فلسطينية في المستقبل. ودعا كذلك إلى تخزين المؤن الغذائية والوقود وخلق نظم تمويل محلية بدل انتظار المساعدات الخارجية.
في نهاية شهر يناير/كانون الثاني من عام 1988، اجتمع أعضاء القيادة الوطنية الموحدة واتفقوا على أن حركة الثورة لا يمكن أن تستمر أكثر من ستة أشهر كما كانوا يؤمنون -بفضل خبرتهم- أن طاقة تحمل الشعب ليست قوية واتفقوا على أن خير حل يكمن في فكرة العصيان المدني وبدؤوا في دراسة أفكار عوض واعتمدوا عددا من نقاط برنامجه كبرنامج للانتفاضة. عندئذ أخذت الانتفاضة توجها على المدى الطويل. وأصبح مبارك عوض مطلوبا بكثرة وأصبح أعداء الأمس من أشد المدافعين عنه. وبدأت أفكاره تلاقي نجاحا فوجد نفسه تحت تهديد الطرد من قبل السلطات الإسرائيلية وذلك عن طريق وزير الدفاع الذي أعلن أنه لن يتم تجديد تأشيرته السياحية وذلك رغم الدعم الذي تلقاه من عدد من الشخصيات الأمريكية. قرر عوض استئناف القرار أمام المحكمة العليا في إسرائيل وأعلن أنه مستعد لاعتناق الدين اليهودي إن لزم الأمر ذلك.
قررت إسرائيل تطبيق إجراءات عقابية ورادعة لإعادة السيطرة للإدارة المدنية الإسرائيلية والحد من انتشار حركة العصيان. وتمت مراجعة القانون الجزائي ليسمح بالقيام بعمليات إيقاف موسعة. بالإضافة إلى بناء عدد من مراكز الإيقاف لاحتواء العدد الكبير من الموقوفين الفلسطينيين لفترات طويلة. وقرر الجيش كذلك المد من فترات حظر التجوال. وخلال العام الأول للانتفاضة تم إحصاء 1600 حظر تجوال منها 118 لفترة لا تقل عن خمسة أيام. وعاش جميع سكان قطاع غزة حالة منع تجوال وكذلك ما لا يقل 80% من القرى والمدن العربية بالضفة الغربية. كما تم إغلاق الجامعات والمدارس الفلسطينية وإبعاد 140 من قادة الانتفاضة إلى جانب هدم عدد من المنازل.
كما أغلقت الجمعيات التي أبدت رغبة في الاستقلال أو انتقاد إسرائيل. ومنع القادمين من الأردن من إدخال مبالغ مالية تفوق مائتي دينار أردني من أجل الحد من الدعم الخارجي للانتفاضة بعد أن كان يسمح بإدخال ألفي دينار. وتم تنظيم حملات من أجل إجبار الفلسطينيين على دفع الضرائب الإسرائيلية  واشترط لتجديد رخص التصدير القيام بدفع الضرائب. وتم إرساء حصار على عدد من المناطق المأهولة بالعرب فقط مما منعهم من التحرك أو تصدير ما ينتجونه. ووصل الأمر كذلك إلى حد قطع التيار الكهربائي والإمدادات بالماء وخطوط الهاتف. وزاد الوضع تدهورا عندما منعت الأردن استيراد عدد من بضائع الضفة. وقد أدت مجمل هذه السياسات إلى انقلاب ميزان القوة وتدهور مستوى المعيشة لدى الفلسطينيين بنسبة تتراوح بين 30 و40%.
ومن الأمثلة على العصيان المدني تسليم سكان منطقة بيت ساحور لهوياتهم للحاكم العسكري في المنطقة في إطار رفضهم لدفع الضرائب، مما وضع الحاكم العسكري في وضع بالغ الإحراج، حيث أن إسرائيل بدأت تخشى من أن تفقد حتى القدرة على التعرف على الفلسطينيين.
كذلك حاول الفلسطينيون في منطقة بيت ساحور أيضا إنشاء مزرعة للأبقار بتكاتف مادي من السكان، قابلته إسرائيل بمحاولات متكررة عسكرية لإغلاقه والتخلص منه لما كان يمثله من تحدي لسيطرة الاقتصاد الإسرائيلي على السوق الاستهلاكي الفلسطيني، أصبح في عدة حالات مثيرا للضحك لدى الفلسطينيين الذين كانوا «يهربون» أبقارهم في الليل بينما تقوم دوريات عسكرية بالبحث عن الابقار.

### دور النساء

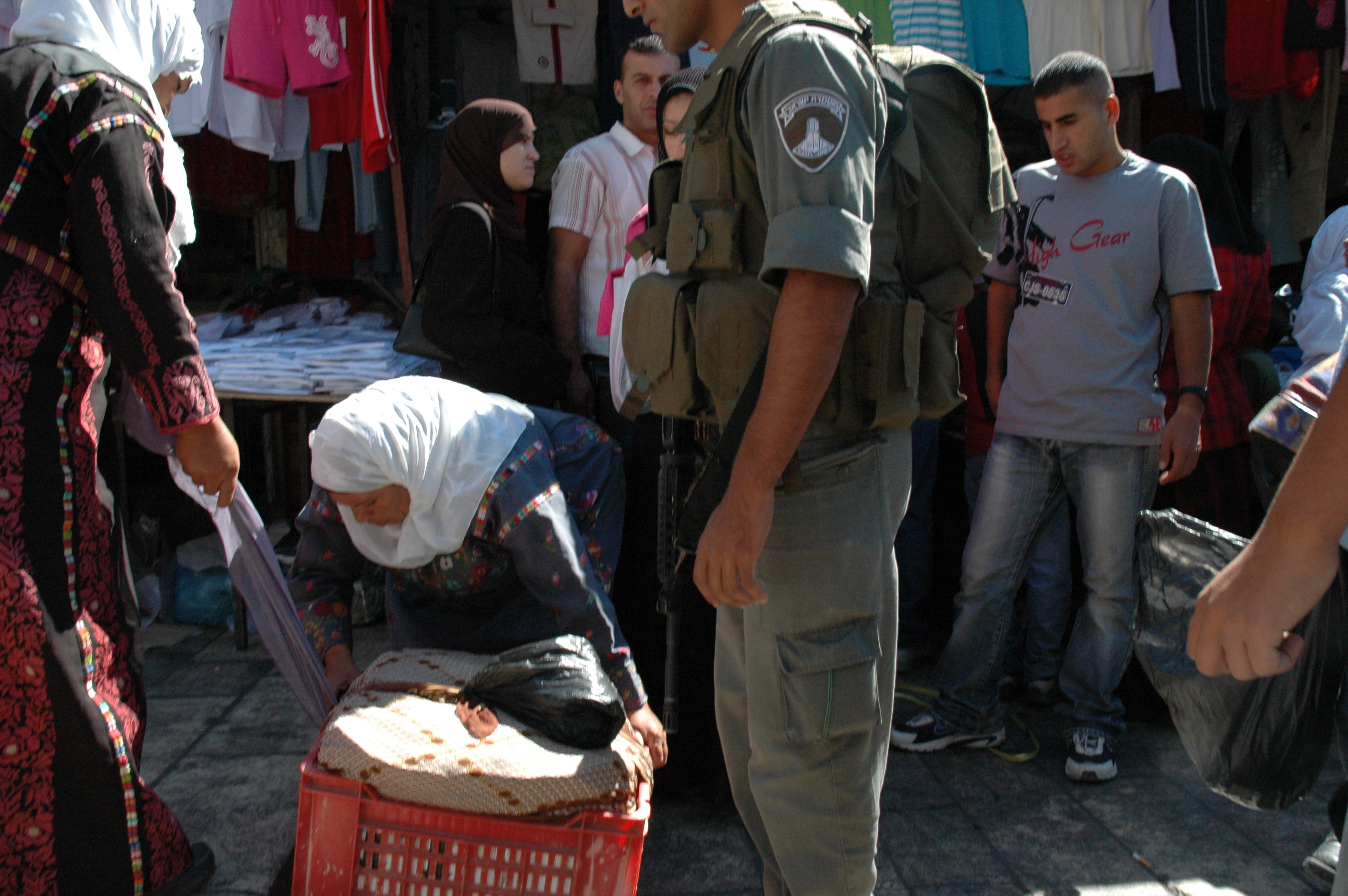
امرأة فلسطينية وجندي إسرائيلي في القدس.

على عكس الاحتجاجات السابقة، فقد لعبت النساء الفلسطينيات دوراً بارزاً خلال الانتفاضة الفلسطينية الأولى، إذ لم يكن يخشين مواجهة الجيش الإسرائيلي أو دعم القضية الفلسطينية. كان هذا الدعم ملموسا في الواقع إذ كن يمثلن ثلث ضحايا الانتفاضة، وكان دورهم في المدن أكبر من دور النساء في القرى. يعود هذا إلى التأثير الكبير للسلطة الأبوية في القرى والتي تقوم بإبقاء النساء في قراهن. بدأت الانتفاضة السماح للنساء بتأكيد وجدهن على الصعيد الاجتماعي والسياسي مما شكل قطيعة مع الماضي. ففي السابق كانت النساء الناشطات هم فقط اللواتي يشاركن في السياسة الوطنية.
بدأ دخول المرأة الفلسطينية معترك السياسة في سبعينات القرن العشرين بإنشاء عدد من الجمعيات الطلابية، وصاحب دخول المرأة الفلسطينية السياسة إلى ارتفاع عدد المعتقلات السياسيات الذي لم يكن يتعد بضع مئات خلال السبعينات ليرتفع لبضعة آلاف خلال الثمانينات. وقد ساهمت السياسة الإسرائيلية النساء الفلسطينيات لإسماع صوتهن بعد أن قامت بإلغاء إجراء أردني يعود إلى سنة 1955 الذي كان يمنعهن من التصويت فاستطعن المشاركة في انتخابات البلدية عام 1976 وتم انتخاب عدد منهن في عدد من المجالس البلدي.
مع تدهور أوضاع المعيشة وارتفاع وتيرة الانتهاكات الإسرائيلية زادت مشاركة المرأة وذلك إما عن طريق رمي الحجارة أو تنظيم مظاهرات أو في صياغة سياسة تسمح من التحصيل على مكاسب من وراء الانتفاضة. مع تزايد العقوبات الإسرائيلية لعبت النساء دورا مهما لبلوغ الاكتفاء الذاتي إذ قمن بإنشاء تعاونيات من أجل توفير كل المواد التي شح وجودها بسبب العقوبات.

## حركة الكفاح المسلح
رغم أن الانتفاضة عرفت بطابعها السلمي فإن النشاط المسلح كان موجودا بنسبة 15%، وهو يستهدف أساسا الجنود الإسرائيليين والمستوطنين والمتعاونين معهم. وبينما لم تكن حماس تفرق بين الجندي والمستوطن معلنة أن المستوطن جنديا كونه يحتل أرض ويحمل سلاح ليقاتل الفلسطينيين، كانت نداءات القيادة الوطنية الموحدة تفرق بينهما دون أن تشير إلى المدنيين الإسرائيليين غير القاطنين بالأراضي المحتلة. وكان يتم كذلك نشر قوائم بأسماء المتعاونين مع إسرائيل. وبينما كانت حماس تقدمهم على أنهم مصابون بعقلية مريضة، وانهزاميون، وجبناء وأنهم لا يرتقون إلى مرتبة الرجل، كانت القيادة الموحدة تعتبرهم منشقين عن الصف الوطني.
تم إنشاء ما يسمى بالقوات الضاربة بعد تكون القيادة الوطنية الموحدة وكان أعضاء فتح في البداية من استعان بهم. كانت مهمة هذه القوات تتمثل في تطبيق توصيات القيادة الموحدة ومعاقبة من يبتعد عن نداءات الوطن. لكن تعدد القوات المسلحة لم يلق قبولا من الجميع ويمكن ملاحظة ذلك من خلال منشورات كل فصيل.
شهدت الانتفاضة عددا من العمليات ضد الأهداف الإسرائيلية مثل عملية ديمونا بالنقب عام 1988 حينما تمت مهاجمة حافلة تقل عاملين متوجهين إلى مفاعل ديمونة. كان يتم كذلك اختطاف جنود يهود لمبادلة أسرى بهم، وملاحقة وقتل العملاء وسماسرة الأراضي فرديا وجماعيا. عرفت الانتفاضة ظاهرة حرب السكاكين إذ كان الفلسطينيون يهاجمون الجنود والمستوطنين الإسرائيليين بالسكاكين ويطعنونهم.

## نشأة حركة حماس
عندما اندلعت الانتفاضة في قطاع غزة، طلب طلبة أحمد ياسين منه المشاركة ودخول المجال المسلح بدل الخط السياسي. لم يكن أحمد ياسين يريد مواجهة إسرائيل عسكريا وكان يمنع هذا النوع من الأنشطة لأنه كان يعتبر أن أي مواجهة مع الدولة العبرية سيكون مكلفا. ولكنه غير من وجهة نظره بعد أسابيع من انطلاق الانتفاضة وتم البدء في توزيع مناشير تدعو للانضمام إلى صفوف الحركة. كانت المناشير توقع باسم حركة المقاومة الإسلامية وكان هذا الاسم مجهولا في تلك الفترة. عندما أنشئت القيادة الوطنية الموحدة، اعتبر أحمد ياسين هذه الخطوة كمناورة قامت بها حركة تحرير فلسطين لتسيطر على الانتفاضة فقرر إنشاء حركة حماس وذلك في 14 ديسمبر من سنة 1987  كما حاول حماية المؤتمر الإسلامي الذي يترأسه بإقناع الناس بأن حماس والمؤتمر جهتان منفصلتان.
تم إنشاء شبكة استخبارات اسمها «مجد» لملاحقة الأشخاص المتعاونين مع الشين بيت. كما التحق أعضاء الإخوان المسلمين بحماس التي تطورت وأصبحت تمثل دورا هاما في القطاع. بدأت بمهاجمة الجنود الإسرائيليين كما قامت بحرق المحلات والحقول المملوكة من قبل إسرائيليين في القطاع. وفي الصيف الموالي أصبح لحماس وجود لا يستهان به في الضفة، برز دور حماس خلال فعاليات الانتفاضة، وسرعان ما لمع نجمها نتيجة لتطويرها وسائل المقاومة من الإضرابات والمظاهرات ورمي الحجارة إلى الهجمات بالسكاكين والأسلحة النارية وقتْل العملاء واختطاف الجنود.
قرر الوسط الأمني الإسرائيلي بالقيام بعملية موسعة بين شهري يوليو وسبتمبر من عام 1988. فتم إيقاف 120 من القادة الكبار في المنظمة منهم جميل التميمي المسؤول عن عملية التنسيق بين القطاع والضفة. أما أحمد ياسين فلم يتم إيقافه بسبب شعبيته الجارفة وحالته الصحية وتم تحذيره بشدة إن قام بدعم الأعمال «الإرهابية». تم التفكير في منعه من المكوث في غزة ولكن تم التراجع عنها تخوفا من أن يسهم ذلك القرار في زيادة شعبيته. بعد هذه الحملة نجحت حماس في إعادة تنظيم صفوفها خلال أسابيع. فتم شن حملة عسكرية ثانية في شهر مايو من سنة 1989 وتم إيقاف الشيخ أحمد ياسين مع 260 ناشطا من حماس ولكن إسرائيل كانت مدركة أن الحركة كانت قادرة على إعادة تنظيم صفوفها مع تزايد وتيرة الانتفاضة.

## عرب 48
لم يكن أحد يتوقع مشاركة فلسطينيو الداخل وفوجئ بها الجميع، فقد كان رد فعلهم أسرع من رد فعل منظمة التحرير في تونس. فقد أعلن فلسطينيو الداخل بأنهم جزء من الانتفاضة ولكن بدل استعمال العنف سيقومون باستعمال حقوقهم من داخل النظام الديمقراطي الإسرائيلي. فقد قام عرب الداخل بتنظيم مظاهرات وحركات إضراب تضامنية وكانوا يفخرون بالجرأة التي يواجهون بها الجيش الإسرائيلي. وقاموا بإرسال مساعدات غذائية وأدوية ومساعدات مالية إلى الفلسطينيين كما كانوا يتبرعون بالدم لصالحهم. أما النواب العرب بالكنيست فقد كانوا يتدخلون من أجل الأسرى الفلسطينيين. وقد وجد عرب الداخل كذلك دعما من قبل بعض فصائل اليسار الإسرائيلي.
عندما وجدت القيادة الموحدة صعوبات من أجل طباعة المناشير تم اللجوء إلى مطابع الناصرة أكبر مدينة عربية داخل إسرائيل ومن ثم إلى القرى العربية. وضع البعض حساباتهم البنكية تحت تصرف منظمة التحرير من أجل تحويل الأموال. وقام آخرون بإعطاء هواتفهم عندما قرر جهاز الشاباك قطع الخطوط الدولية من أجل منع الفلسطينيين من استقبال مكالمات من الخارج.
ساهمت الانتفاضة في تسريع عملية «فلسطنة» عرب الداخل. كما ساهمت في تغيير استراتيجيتهم السياسية التي كانت تعمل على التأثير على سياسة الداخل الإسرائيلية بالتغلغل في الإدارات. وقد استقال نائبان عربيان ينتميان لحزبين صهيونيين من أجل إنشاء الحزب العربي الديمقراطي. ولم يعد الناخبون العرب يصوتون للأحزاب الصهيونية بل للأحزاب غير الصهيونية مع توجه للأحزاب المتعاطفة مع الفلسطينيين مثل الحزب الشيوعي الإسرائيلي والقائمة التقدمية من أجل السلام. وبالفعل ارتفعت سنة 1988 نسبة مشاركتهم في الانتخابات إلى 73% مع تصويت الثلثين لأحزاب غير صهيونية. أدت الانتفاضة كذلك إلى خروج جيل جديد من الشباب من أصحاب الشهادات على مستوى عال من الوعي وتعاطف كبير مع الانتفاضة.

## الكتابة على الجدران
قبل بدء الانتفاضة كانت الكتابة على الجدران حكراً على فصائل منظمة التحرير، وعندما تفجرت الانتفاضة بدأت الحركة الإسلامية (حماس، الجهاد الإسلامي)، الكتابة على الجدران بدون خبرات سابقة وأصبحت هذه الكتابة من نشاطاتها. كانت هذه الكتابات تبدأ بالشعارات التاريخية كما كان يتم اللجوء إلى الآيات القرآنية والأحاديث النبوية والاقتباس من الأناشيد والأشعار الإسلامية. ومن هذا المنطلق فقد أكثرت شعارات حماس من وصف الانتفاضة بأنها «إسلامية» و«مباركة» وأنها «ثورة مساجد» وأنها «حرب عقائدية» وأن استمرارها «قدر رباني» وأن عنوانها الكبير صيحات التكبير وأن الإسلاميين هم الذين «فجروا» الانتفاضة. من الجهة الأخرى لم تركز شعارات القيادة الوطنية الموحدة على إعطاء وصف محدد للانتفاضة.
جاءت هذه الكتابات في ظل غياب وسائل الإعلام التي لم تستطع النفاذ في زمن الانتفاضة إلى الرأي العام الفلسطيني نظراً للممارسات الشديدة التي قامت بها سلطات الاحتلال عليها من اعتقال للصحفيين وإغلاقه لها، وتشديد دائرة الرقابة عليها، وتأخير صدورها فكان الجدار المحل الوحيد لنقل مجريات الواقع وأصبح للجدران وظيفة إعلامية مما جعل جدران فلسطين توصف بأنها جريدة الشارع الفلسطيني وأصبحت القيادات المحلية تستعمله للإيصال الرسائل التي لا تستطيع إيصالها عبر مختلف وسائل الإعلام. وحرصت الفصائل الفلسطينية المختلفة على الإكثار من الكتابات الجدارية لأنها تمثل إحدى علامات الوجود والقوة في منطقة معينة على سبيل شعار «فتح مرت من هنا» و«حماس في كل مكان»، كما أكثرت الفصائل من كتابة أسمائها «مجردة» في كل الأماكن كأسلوب للدعاية وإثبات الوجود. ومن هنا فقد قام البعض في الساحة الفلسطينية بمسح شعارات الآخرين لنفس الأسباب.
تتراوح أعمار الأشخاص الذين يقومون بكتابة الشعارات بين 13 و35 عاماً، مع وجود ملحوظ لفئة تتراوح أعمارها بين 16 و25 عاماً. يتميز هؤلاء الأشخاص بكونهم على قدر من التعليم والثقافة، أما صياغة الشعار فقد تكون من فعل الكتاب أنفسهم أو بتوجيه من القيادات الميدانية أو العليا. والكتابة قد تكون بعد تخطيط مسبق أو توجيه خارجي وهو الغالب حيث يقوم مجموعة أشخاص منقسمون إلى مجموعة تقوم بالكتابة وأخرى بالحراسة ويتم استعمال علب الدهان واللجوء إلى كتابة بخط كبير ظاهر الجدران، كما قد تكون بمبادرة فردية ذاتية، وكان يتم استعمال القلم أو العود أو المسمار أو غيره للكتابة على الدفاتر والكتب ومقاعد الحافلات والجدران الداخلية للصفوف المدرسية والمرافق العامة.

## على الصعيد الدولي
سمحت الانتفاضة بأن يطلع العالم ويهتم بالقضية الفلسطينية وكذلك المشاهد التلفزيونية للتعسف الإسرائيلي، كالمشهد الذي التقطته أجهزة التصوير التلفزيوني الغربية للجنود الإسرائيليون الذين كانوا يكسرون أيدي بعض الشباب الفلسطيني بالحجارة الكبيرة  الذي دوى في سمع الرأي العام العالمي الذي جعله يتعاطف مع الفلسطينيين. انتشرت الكوفية في المجتمع الغربي وكانت تدل على تعاطف ومساندة للفلسطينيين وأصبحت رمزا للثورة.
في 22 ديسمبر من عام 1987، أي بعد أسبوعين من بدأ الانتفاضة، أصدر مجلس الأمن قراره رقم 605 بعد الرسالة التي بعثها المندوب الدائم لليمن الذي كان ممثلا للدول العربية لشهر ديسمبر عام 1987. وقد شجب القرار السياسات والممارسات التي تنتهك من حقوق الإنسان للشعب الفلسطيني في الأراضي المحتلة، وبصفة خاصة قيام الجيش الإسرائيلي بإطلاق النار مما أدّى إلى مقتل وجرح المدنيين الفلسطينيين العزّل وطلب من إسرائيل التي تمثل السلطة القائمة بالاحتلال أن تتقيد فوراً وبدقّة باتفاقية جنيف المتعلقة بحماية المدنيين وقت الحرب.

## الضحايا
تقدر حصيلة الضحايا الفلسطينيين الذين قضوا على أيدي القوات الإسرائيلية أثناء انتفاضة الحجارة بحوالي 1,162 شهيد، بينهم حوالي 241 طفلا  ونحو 90 ألف جريح ومصاب و15 ألف معتقل فضلاً عن تدمير ونسف 1,228 منزلاً، واقتلاع 140 ألف شجرة من الحقول والمزارع الفلسطينية، أما من الجانب الإسرائيلي فقتل 160، منهم 5 فقط من الأطفال.
تم اعتقال ما يقارب من 60,000 أسير فلسطيني من القدس والضفة والقطاع وعرب الداخل بالإضافة للأسرى العرب. لاستيعاب هذا العدد الهائل من الأسرى اضطرت إسرائيل إلى افتتاح سجون، مثل سجن كتسيعوت في صحراء النقب والذي افتتح في عام 1988.

## نتائج الانتفاضة

فترة الانتفاضة الفلسطينية في عهد رؤساء الحكومة الإسرائيلية السابقين.

حققت الانتفاضة الأولى نتائج سياسية غير مسبوقة، إذ تم الاعتراف بوجود الشعب الفلسطيني عبر الاعتراف الإسرائيلي الأميركي بسكان الضفة والقدس والقطاع على أنهم جزء من الشعب الفلسطيني وليسوا أردنيين.
ادركت إسرائيل أن للاحتلال تأثير سلبي على المجتمع الفلسطيني كما أن القيادة العسكرية أعلنت عن عدم وجود حل عسكري للصراع مع الفلسطينيين، مما يعني ضرورة البحث عن حل سياسي رغم الرفض الذي أبداه رئيس الوزراء إسحق شامير عن بحث أي تسوية سياسية مع الفلسطينيين. أدت هزيمة صدام حسين خلال حرب الخليج الثانية إلى ارتياح في داخل المجتمع الإسرائيلي مما يعني نهاية أي تهديد محتمل من «الجبهة الشرقية» واستبعاد فكرة احتمال تشكيل قوات تحالف عربية لمهاجمة إسرائيل، مما أدى إلى تغير الشعور الإسرائيلي بالتهديد فاكتسبت إسرائيل القدر الكافي من الثقة الذي يمكنها من القيام بمبادرات سياسية أكثر خطراً وأراد كل من الرئيس جورج بوش الأب وحلفائه الأوروبيين والعرب استخدام نتائج الحرب كنقطة انطلاق لعملية سلام بين العرب والدولة العبرية. فجاء مؤتمر مدريد الذي شكل بداية لمفاوضات السلام الثنائية بين إسرائيل والدول العربية وتم التشاور مع الفلسطينيين حول حكم ذاتي. تم إجراء بعد ذلك عدد من المفاوضات غير العلنية بين الفلسطينيين والإسرائيليين في النرويج التي ادت إلى التوصل لاتفاق أوسلو الذي أدى إلى انسحاب إسرائيلي تدريجي من المدن الفلسطينية، بدأً بغزة وأريحا أولاً، عام 1994، وتواصل مع باقي الـمدن باستثناء القدس وقلب مدينة الخليل، مما يتنافى مع الاتفاق.
كان قد سبق التوقيع تبادل عدد من الرسائل بين ياسر عرفات وإسحق رابين تعترف فيه منظمة التحرير بحق إسرائيل في الوجود وتتخلى عن اللجوء إلى الإرهاب، المقصود به مقاومة الاحتلال من وجهة النظر الإسرائيلية. في المقابل تلتزم إسرائيل بإيجاد حل سلمي للنزاع الفلسطيني الإسرائيلي واعترفت بمنظمة التحرير الفلسطينية كممثل الشعب الفلسطيني.
تم إنشاء السلطة الوطنية الفلسطينية التي أصبحت لها السيادة مكان الإدارة المدنية الإسرائيلية تنفيذاً للاتفاقات الموقعة. في سبتمبر من عام 1995 تم توقيع اتفاق جديد سمي بأوسلو 2 وتضمن توسيع الحكم الذاتي الفلسطيني من خلال تشكيل المجلس التشريعي الفلسطيني وهو هيئة حكم ذاتي فلسطينية منتخبة. وفي 20 يناير سنة 1996، تم إجراء أول انتخابات رئاسية وتشريعية فلسطينية. في أغسطس من عام 2004، تم نقل الصلاحيات والمسؤولية إلى ممثلين فلسطينيين في الضفة الغربية في خمسة مجالات محددة: التعليم والثقافة، الصحة، الرفاه الاجتماعي، الضرائب المباشرة والسياحة.